# Hans Schlossberger
Hans Otto Friedrich Schlossberger oder Schloßberger (* 22. September 1887 in Alpirsbach; † 27. Januar 1960 in Stuttgart) war ein deutscher Hygieniker, Bakteriologe und Hochschullehrer.

## Leben
Nach dem Abitur an einem Stuttgarter Gymnasium absolvierte Hans Schlossberger ein Medizinstudium an den Universitäten München, Tübingen und Straßburg. Nach dem Staatsexamen wurde er 1913 in Tübingen zum Dr. med. promoviert. Danach war er als Assistent am Königlich Preußischen Institut für Experimentelle Therapie in Frankfurt am Main unter Paul Ehrlich, am Deutschen Hospital in London und unter Emil von Behring am Hygieneinstitut der Universität Marburg tätig. Nach Teilnahme am Ersten Weltkrieg war er ab 1917 am Staatlichen Institut für Experimentelle Therapie in Frankfurt am Main tätig.
Der unter anderem auf dem Gebiet der Syphilis arbeitende Forscher wechselte 1929 zum Reichsgesundheitsamt nach Berlin, wo er als Regierungs- und später Oberregierungsrat wirkte. Als Spezialist für „Chemo- und Vaccinationstherapie“ stellte er sein Wissen auch dem Lexikon der gesamten Therapie zur Verfügung. Von 1935 bis 1941 war er Abteilungsdirektor am Robert Koch-Institut. Im Zuge der Machtübergabe an die Nationalsozialisten war er 1933 der SA beigetreten und wurde 1937 Mitglied der NSDAP.
Er folgte 1941 als Nachfolger von Friedrich Weyrauch dem Ruf auf den Lehrstuhl für Hygiene an die Universität Jena, wo er zudem Direktor des dortigen Hygiene-Instituts wurde. Einer seiner Schüler dort war Friedrich Bär. 1942 wurde er zum Mitglied der Leopoldina gewählt. Schlossberger war Oberstarzt und Beratender Hygieniker beim Wehrkreisarzt IX. Schlossbergers Projekt Experimentelle Untersuchungen über Ruhrschutzimpfungen wurde von der DFG gefördert.
Nach Kriegsende bekleidete er von 1946 bis 1955 den Lehrstuhl für Hygiene an der Universität Frankfurt am Main und stand dem dortigen Hygiene-Institut als Direktor vor.

## Familie
Hans Schlossberger (oder Hans Schloßberger) war der Sohn des Sanitätsrats und Numismatikers Hans Schlossberger senior (1855–1927) und Enkel des Chemikers Julius Eugen Schloßberger (1819–1860). Seit 1918 war er mit Gertrud, geborene Benger, verheiratet. Das Paar bekam drei Kinder.

## Veröffentlichungen (Auswahl)
- Beiträge zur Serodiagnose der Syphilis mittels der Wassermannschen Reaktion. Aus der experimentell-biologischen Abteilung (Sachs) des Instituts für experimentelle Therapie in Frankfurt a. M. (Dir.: Ehrlich). Fischer, Jena 1913. In: Zeitschrift für Immunitätsforschung und experimentelle Therapie. Teil 1, Band 19 (Dissertation, Universität Tübingen, 1913).
- mit H. Ritz: Über die Wirkung chemischer Mittel auf Gasbrandbakterien in vitro und in vivo, 1919.
- Die experimentellen Grundlagen der Salvarsantherapie. In: Wilhelm Kolle, Karl Zieler (Hrsg.): Handbuch der Salvarsantherapie. Band 1, Berlin/Wien 1924, S. 19–342.
- Die wissenschaftlichen Grundlagen und praktischen Ergebnisse der Chemotherapie der Infektionskrankheiten. Fischer, Berlin 1925.
- mit W. Worms: Experimentelle Beiträge zur Frage der Heilbarkeit der experimentellen Kaninchensyphilis im Spätstadium. In: Arch. Dermatol. Syph. Band 164, 1931, S. 628–641.
- mit Viktor Fischl: Handbuch der Chemotherapie. 2 Bände. Fischer, Leipzig 1932–1934.
- mit Richard Bieling und Hellmut Eckhardt: Die Bekämpfung der epidemischen Poliomyelitis mit Rekonvaleszentenserum. Behringwerke, I. G. Farbenindustrie A. G., Leverkusen 1935.
- Chaulmoograöl. Geschichte, Herkunft, Zusammensetzung, Pharmakologie, Chemotherapie. Springer, Berlin 1938.
- mit Friedrich Bär: Untersuchungen über die Wirkungsweise von Sulfonamidverbindungen bei der Infektion von Mäusen mit Streptokokken und Lymphogranuloma inguinale. In: Zentralblatt für Bakteriologie, Parasitenkunde, Infektionskrankheiten und Hygiene: Medizinisch-hygienische, Bakteriologie, Virusforschung und Parasitologie. Band 144, 1939.
- mit Wilhelm Kolle, Heinrich Hetsch: Kolle und Hetsch Experimentelle Bakteriologie und Infektionskrankheiten: mit besonderer Berücksichtigung der Immunitätslehre. Urban & Schwarzenberg, 1942.
- Die historische Bedeutung der Kriegsseuchen. Vortrag gehalten am 24. VII. 1944 vor der Fachgruppe Volksgesundheit der Studentenführung Jena.
- Kriegsseuchen. Historischer Überblick über ihr Auftreten und ihre Bekämpfung. Fischer, Jena 1945.